# Sirnaresmi (Cisolok)
Sirnaresmi is een bestuurslaag in het regentschap Sukabumi van de provincie West-Java, Indonesië. Sirnaresmi telt 5033 inwoners (volkstelling 2010).